# Lionel Horter
Lionel Horter, né le 25 juillet 1965 à Mulhouse, est un ancien nageur français spécialiste du papillon reconverti dans l'entraînement. Son frère, Franck Horter, a lui aussi été nageur de haut niveau.
Il entraîne Roxana Maracineanu, vice-championne olympique en 2000. Officiant au Mulhouse Olympic Natation, l'un des « pôles France » de la natation, il entraîne entre autres Amaury Leveaux, Aurore Mongel et Sébastien Rouault, multiples médaillés internationaux. En 2008, il est quelque temps l'entraîneur de Laure Manaudou quand elle s'installe à Mulhouse.
En février 2009, après la désignation de Christian Donzé comme nouveau directeur technique national de la Fédération française de natation, il est nommé « entraîneur national coordonnateur des collectifs olympique et monde »,. Le 28 janvier 2013, après le décès accidentel de Christian Donzé en octobre 2012, il lui succède à son poste.
Le 15 septembre 2014, il démissionne de ses fonctions « suite à un incident très important » : « on a demandé la tête de l'un de mes adjoints, et je ne pouvais pas accepter ça », justifie-t-il.
À la même époque, il devient l'entraîneur de Yannick Agnel, qui a rejoint le Mulhouse Olympic Natation après son retour en France.

## Affaires judiciaires
Début octobre 2020, une enquête menée par la cellule d'investigation de Radio France dénonce les agissements des parents et du frère de Lionel Horter, tous impliqués dans la natation de haut niveau. Il est reproché à Lionel Horter une mauvaise gestion de l'argent public, un cumul illégal d'emplois publics et privés (donc un conflit d'intérêts) et le non-versement de sommes contractuellement dues,.
Au cours de l'été 2021, l'une des filles de Lionel Horter dépose plainte contre Yannick Agnel pour « viol sur mineur et agression sexuelle » dont elle aurait été victime en 2016, alors qu'elle avait treize ans.